# Хармсдорф (Восточный Гольштейн)
Хармсдорф (нем. Harmsdorf) — община в Германии, в земле Шлезвиг-Гольштейн.
Входит в состав района Восточный Гольштейн. Подчиняется управлению Лензан. Население составляет 693 человека (на 31 декабря 2010 года). Занимает площадь 17,82 км².